# Gösta Sundelin
Gösta Valdemar Sundelin, född 25 mars 1901 i Gargnäs församling, Västerbottens län, död 4 april 1986, var en svensk läkare.
Sundelin blev medicine licentiat 1931 och medicine doktor i Stockholm 1945 på avhandlingen Experimentella undersökningar över blödningsanämiens inverkan på ovarialfunktionen. Han var överläkare vid obstetrisk-gynekologiska kliniken på Eskilstuna lasarett 1945–66 och styresman 1947–1964. Han var ordförande i gynekologförbundet 1952–1958 och författade skrifter i obstetrik och gynekologi.